# Плавающие хомяки
Плавающие хомяки (лат. Nectomys) — род грызунов, обитающих в Южной Америке, из группы мышей Нового Света. Название рода происходит от греческого νηκτός (nēktos) — «плавание» и μῦς (mys) — «мышь, крыса». Род включает шесть видов.
Эти грызуны адаптированы к водному образу жизни. Задние лапы очень длинные и снабжены перепонкой, на нижней стороне хвоста имеется киль из щетины, а мех водоотталкивающий. Он желто-коричневый или коричневатый наверху и бело-желтый на брюхе. Размеры приводятся только для одного вида — Nectomys squamipes. Он достигает длины от 16 до 26 сантиметров, длина хвоста от 17 до 25 сантиметров и масса от 160 до 420 граммов.
Плавающие хомяки обитают в Южной Америке, их ареал простирается от Колумбии до Французской Гвианы и Аргентины. Они населяют леса на высоте до 2200 метров над уровнем моря.
Этих животных можно встретить возле болот, озер или рек. Они быстро плавают, но также могут хорошо лазить. Они ведут ночной образ жизни и строят гнезда как места отдыха. Их рацион состоит из растений, насекомых, головастиков и мелких рыбок.
Есть шесть известных видов:
- Nectomys apicalis обитает на крайнем западе Бразилии, в Эквадоре, Перу и Боливии.
- Nectomys magdalenae встречается только на севере Колумбии, на реках Каука и Магдалена.
- Тринидадский плавающий хомяк (Nectomys palmipes) произрастает на острове Тринидад и в соседних частях Венесуэлы.
- Малоногий плавающий хомяк (Nectomys rattus) распространен от восточной Колумбии и трех штатов Гвианы до центральной Бразилии.
- Южноамериканский плавающий хомяк (Nectomys squamipes) обитает на юго-востоке Бразилии, востоке Парагвая и северо-востоке Аргентины.
- Nectomys saturatus Этот таксон долгое время считался синонимом Nectomys apicalis. Исследование 2019 года доказало, что это действительный вид[3].